# Renegade (Valleyfair)
Renegade in Valleyfair! (Shakopee, Minnesota, USA) ist eine Holzachterbahn des Herstellers Great Coasters International, die am 12. Mai 2007 eröffnet wurde.
Den Namen Renegade hat sie von ihrem gleichnamigen Themenlied der Musikgruppe Styx. Das Layout ist eine Kombination auf Out & Back und Twister.
Renegade ist 29,7 m hoch und besitzt eine 27,9 m hohe Abfahrt, auf der sie eine Höchstgeschwindigkeit von 82,6 km/h erreicht. Die Länge beträgt 948,8 m, wofür sie zwei Minuten benötigt. Die Kosten für die Bahn belaufen sich auf 6,5 Mio. US-Dollar.
Diese Achterbahn beinhaltet zwei ganz besondere Features: Zum einen wäre da der gedrehte First Drop und des Weiteren führt die Strecke bei voller Fahrt durch einen Teil der Station.

## Züge
Renegade besitzt zwei Züge mit jeweils zwölf Wagen. In jedem Wagen können zwei Personen (eine Reihe) Platz nehmen. Es kommen die Millennium Flyer-Züge zum Einsatz. Die Fahrgäste müssen mindestens 1,22 m groß sein, um mitfahren zu dürfen.